# مونت دورا
مونت دورا (بالإنجليزية: Mount Dora)‏ هي مدينة أمريكية تقع في ولاية فلوريدا. تبلغ مساحة هذه المدينة 14.9 (كم²)،ويبلغ عدد سكانها 9418 نسمة حسب إحصاء سنة 2010 م 9418.تشير إحصاءات سنة 2000م بأن الكثافة السكانية في هذه المدينة تقدر بـ(632.1) نسمة/كم2 